# Levi komunizem
Levi komunizem je komunistična politična ideologija, za katero se zavzema levi del komunistov. Levi komunizem je kritičen do idej marksizma-leninizma, socializma, socialne demokracije ter posebno do stalinizma. Levi komunizem se je pojavljal v Sovjetski zvezi, kot leva opozicija, v Italiji, na Nizozemskem, v Nemčiji itd. Levi komunisti so po navadi bolj ortodoksni do Marxovih idej.
Kot levi komunizem se mnogokrat označuje tudi luksemburgizem ter trockizem.
Nekateri znani levi komunisti so:
- Nikolaj Ivanovič Buharin
- Amadeo Bordiga
- Antonio Gramsci
- Gavril Myasnikov
- Antonie Pannekoek
- Herman Gorter